# Carcelia vexor
Carcelia vexor là một loài ruồi trong họ Tachinidae.